# Pipes of Peace
Pipes of Peace är ett album från 1983 av den brittiske popartisten Paul McCartney.
De flesta låtarna på Pipes of Peace är kvarlevor från sessionerna från Tug of War. De fem nyinspelade låtarna är: "Pipes of Peace", "The Other Me", "So Bad", "Tug of Peace" samt "Through Our Love". 
Det betyder att det finns många gästartister även på detta album. Som nämndes redan på Tug of War bidrog Eric Stewart och Ringo Starr. På Pipes of Peace bidrar även Michael Jackson samt jazzbasisten Stanley Clarke. Dessutom spelar Denny Laine på flera låtar här, eftersom Wings ännu inte var upplöst under de tidiga sessionerna för Tug of War. Även här är det George Martin som producerar.
Första singel från albumet var duetten "Say Say Say"/"Ode to a Koala Bear", och den följdes av "Pipes of Peace"/"So Bad". Dessutom producerade samarbetet med Michael Jackson ytterligare en singel, "The Girl Is Mine", som gavs ut en tid före Pipes of Peace. Paul bidrar inte till B-sidan.

## Låtlista
Alla låtar skrivna av McCartney om inget annat anges 
1. "Pipes of Peace"
2. "Say Say Say" - (McCartney/Jackson)
  - En duett med Michael Jackson.
3. "The Other Me"
  - Texten till denna låt har ofta använts som ett exempel på McCartneys tendenser att inte skriva särskilt skarpa låttexter ("I acted like a dustbin lid"), men i själva verket innehåller denna rad ett exempel på så kallad Cockney Rhyming Slang.
4. "Keep Under Cover"
5. "So Bad"
6. "The Man" - (McCartney/Jackson)
  - En duett med Jackson.
7. "Sweetest Little Show"
8. "Average Person"
9. "Hey Hey" - (McCartney/Clarke)
  - En instrumental låt skriven ihop med Stanley Clarke.
10. "Tug of Peace"
11. "Through Our Love"

Senare versioner på CD innehåller bonuslåtar.